# Eupompos
Eupompos was een Oudgrieks schilder werkzaam in Sikyon aan het einde van de 5e en het begin van de 4e eeuw v.Chr.
De informatie over hem is overgeleverd door Plinius (Naturalis historia, XXXV, 61, 64, 75). Het enige werk van Eupompos waarover Plinius ons inlicht, is de voorstelling van een atleet met een zegepalm.

## Leven
Plinius beschrijft hem als een tijdgenoot van Zeuxis en Parrasios en een leermeester van Pamfilos van Amfipolis. Hij was de oprichter en het hoofd van de schilderschool van Sikyon, waartoe later de bekende Apelles behoorde. Op gezag van Douris van Samos (wiens werk over de levens van de Griekse beeldhouwers verloren is) vertelt Plinius een anekdote over hoe Eupompos de beeldhouwer Lysippos inspireerde. Die laatste was zijn carrière begonnen toen hij hoorde hoe Eupompos, gevraagd wie van zijn voorgangers hij navolgde, antwoordde dat men de natuur zelf moest imiteren, en niet een stijl (naturam ipsam imitandam esse, non artificem). Hij legde daarmee de nadruk op de autonomie van de schilder en op het illusionistische aspect van de Griekse kunst.